# Das Land der Pelze

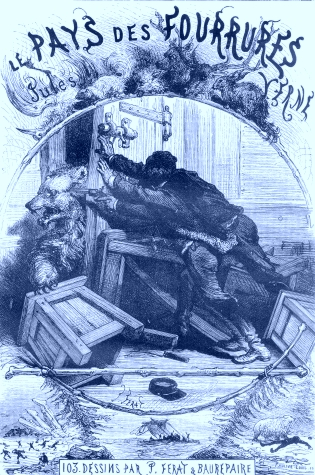
Titelseite der französischen Originalfassung, Zeichnung von Jules Férat

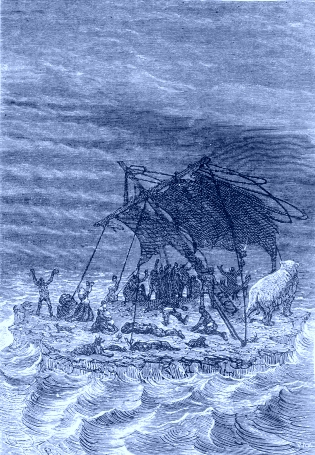
Das Lager auf der treibenden Eisscholle, Zeichnung von Jules Férat

Das Land der Pelze, auch: Auf Außenposten im Land der Pelze (französisch Le Pays des fourrures) ist ein Roman des französischen Autors Jules Verne. Die Originalausgabe erschien 1873 bei Pierre-Jules Hetzel in Paris. Die deutschsprachige Ausgabe erschien 1875 unter dem Titel Das Land der Pelze. Der englische Titel des Romans lautet The Fur Country.

## Handlung
Bei einem Empfang der Hudson’s Bay Company in Fort Reliance treffen Soldaten, Häuptlinge der Indianer und Forschungsreisende wie Paulina Barnett mit ihrer Dienerin Madge aufeinander. Paulina Barnett hat in der Vergangenheit bereits den Brahmaputra bis Tibet und weiße Flecken auf der Landkarte Australiens wie den Golf von Carpentaria bereist. Diesmal plant sie eine Reise in den hohen Norden Kanadas. Sie will sich der Expedition von Leutnant Jasper Hobson anschließen, der über den nördlichen Polarkreis in arktische Regionen vorstoßen will. Die Hudson Bay Fur Company hat ihn beauftragt, an der Nordküste des amerikanischen Kontinents eine neue Niederlassung für den Handel mit Pelzen zu gründen. Dies geschieht vor dem Hintergrund des geplanten Verkaufs von Alaska durch Russland an die USA. Der neue Stützpunkt soll eine Handelsverbindung über den Pazifik mit Dampfschiffen als Alternative zu der damals noch vermuteten Nordwestpassage ermöglichen. Zu der Expedition gesellt sich auch der Astronom Thomas Black, der im hohen Norden die totale Sonnenfinsternis am 18. Juli 1860 beobachten will. Er plant den Nachweis der Korona der Sonne, die nur sichtbar ist, wenn sich der Mond vor die Sonne schiebt. Insgesamt brechen 19 Personen mit 12 Hundeschlitten in den Norden auf. Über den Großen Bärensee in den Nordwest-Territorien erreichen sie schließlich zur Zeit der Mitternachtssonne den 70. Breitengrad am Kap Bathurst und errichten ihr Fort Esperance auf der Halbinsel Viktoria. Dort jagen sie Pelztiere wie Dachse, Luchse, Biber, Bisamratten, Marder, Wiesel und Silberfüchse. Zu ihrer Verwunderung gibt es nur geringe Gezeiten. Ebbe und Flut sind kaum zu beobachten. Ein Kind wird unter den Siedlern geboren. Sie überwintern in der kalten Polarnacht. Die Temperaturen erreichen Werte von bis zu −52 °C. Sie überstehen den Angriff von Eisbären und bekommen Besuch von einer Eskimofamilie. Das Mädchen Kalumah freundet sich mit Paulina Barnett an und verspricht, sie wieder zu besuchen. In der Polarnacht sehen sie plötzlich den Schein von Feuer am Horizont. Ein Vulkan ist ausgebrochen. Der Vulkanausbruch bietet ein gewaltiges Schauspiel und führt zu einem Erdbeben. Leutnant Hobson wartet vergebens auf die angekündigte Ersatztruppe mit neuer Ausrüstung wie Munition, Schnaps und Medikamenten. Sie beobachten, dass es nun gar keine Gezeiten mehr gibt. Am 18. Juli 1860 tritt schließlich die Sonnenfinsternis ein. Diese ist jedoch nicht total, sondern nur partiell. Thomas Black ist wütend, weil er dadurch die Korona der Sonne nicht beobachten kann und die nächste totale Sonnenfinsternis nördlich des Polarkreises erst wieder am 9. August 1896 auftreten wird. Daraufhin macht der Astronom eine neue Positionsbestimmung. Sie entdecken, dass sich ihre Position verändert hat, und bald wird klar, dass es sich bei der Halbinsel in Wirklichkeit um eine bewaldete Eisscholle handelt, welche sich während des Erdbebens vom Festland gelöst hat und nun steuerlos durchs Polarmeer treibt. Sie lassen die Soldaten zunächst im Unklaren, um die Moral der Truppe nicht zu untergraben. Sie bauen einerseits ein kleines Segelschiff und planen andererseits einen Ausbruch im kommenden Winter über das gefrorene Meer. Als die Eisscholle wieder in die Nähe des nordamerikanischen Festlandes treibt, kommt Kalumah mit einem Kajak auf die treibende Eisscholle, um ihr Versprechen wahr zu machen. Hobson unterrichtet schließlich die Soldaten über ihre Lage. Im Polarwinter versuchen sie einen Ausbruch über das zugefrorene Meer. Dieser schlägt wegen des aufgetürmten Packeises und Grabenbrüchen in der Eisdecke jedoch fehl, und sie müssen wieder umkehren. Später wird Fort Esperance von einer zusammenbrechenden Eiswand begraben. Kalumah, Paulina Barnett, Madge und Thomas Black können von den anderen aus dem verschütteten Haus gerettet werden. Das Segelschiff ist jedoch verloren. Stattdessen bauen die Siedler ein Floß. Die ehemalige Halbinsel treibt langsam nach Süden in wärmere Gewässer und schmilzt nach und nach. Immer wieder brechen Eisplatten von ihr ab. Dabei geht schließlich auch das Floß verloren. Ein Walfänger passiert die treibende Eisscholle, bemerkt die Siedler jedoch nicht. Durch Segel können sie ihre Fahrt beschleunigen. Sie werden schließlich mit der stark abgeschmolzenen Eisscholle auf der Insel Blejinic der Aleuten angetrieben und endlich von den dortigen Fischern gerettet.